# Adolf Dauthage

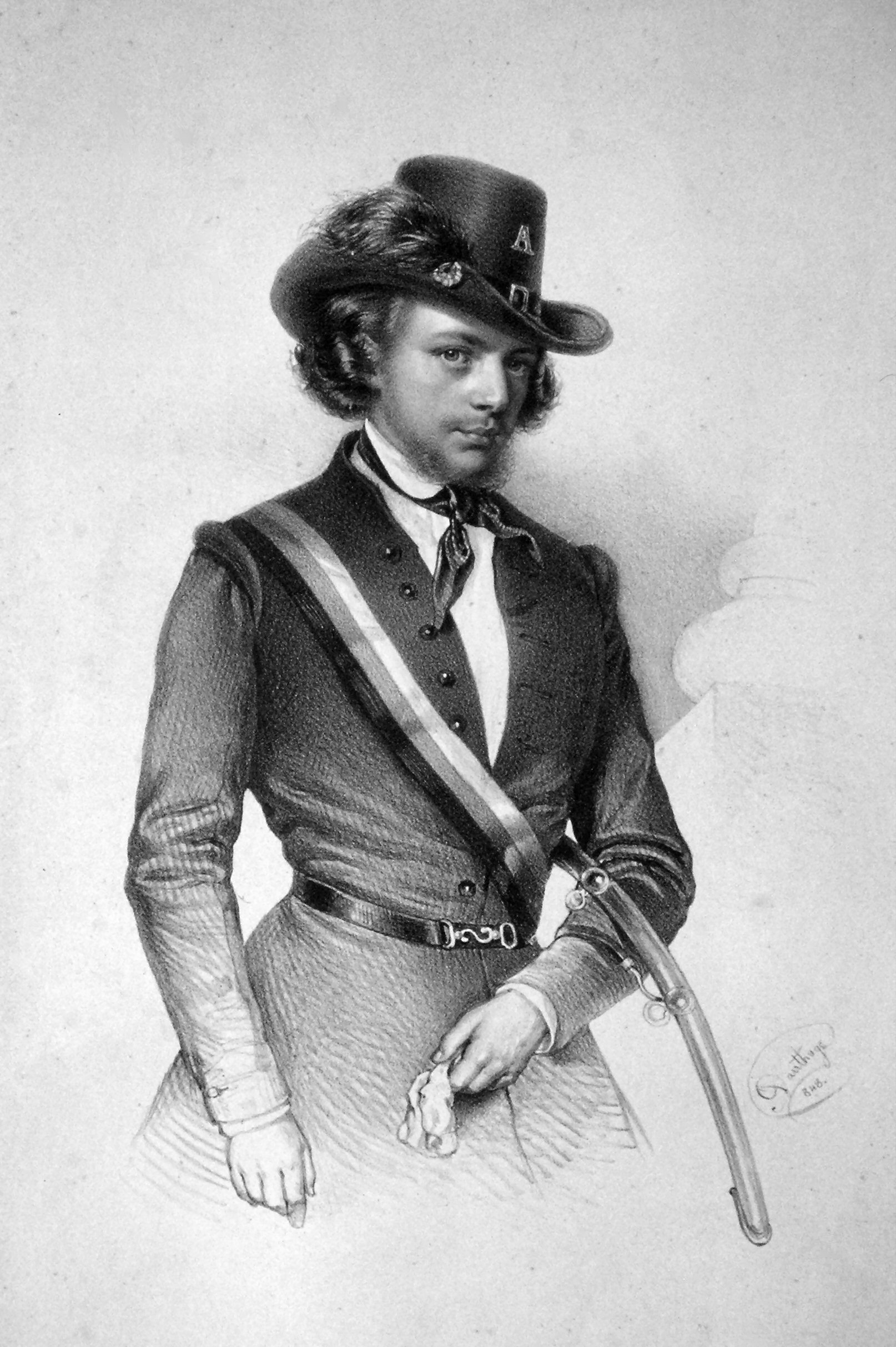
Adolf Dauthage, autorretrato, 1848

Adolf Dauthage (20 de febrero de 1825, Viena - 3 de junio de 1883, Rustendorf (ahora parte de Rudolfsheim-Fünfhaus, cerca de Viena) fue un litógrafo austríaco que produjo muchos retratos de litografías. Después de un periodo de estudio en la Academia de Viena, trabajó en el estudio de Josef Kriehuber durante cuatro años.